# Kai Kobayashi
Kai Kobayashi (jap. 小林 快 Kobayashi Kai; ur. 28 lutego 1993) – japoński lekkoatleta specjalizujący się w biegach długich.
Podczas rozgrywanych w Londynie mistrzostwach świata sięgnął po brązowy medal chodu na 50 kilometrów.
Rekordy życiowe: chód na 20 kilometrów – 1:19:12 (15 marca 2015, Nomi); chód na 50 kilometrów – 3:41:19 (13 sierpnia 2017, Londyn).

## Osiągnięcia
| Rok  | Impreza                                | Miejsce | Konkurencja           | Lokata     | Wynik   |
| ---- | -------------------------------------- | ------- | --------------------- | ---------- | ------- |
| 2016 | Drużynowe mistrzostwa świata w chodzie | Rzym    | chód na 20 kilometrów | –          | DNF     |
| 2017 | Mistrzostwa świata                     | Londyn  | chód na 50 kilometrów | 3. miejsce | 3:41:19 |
| 2018 | Drużynowe mistrzostwa świata w chodzie | Taicang | chód na 50 kilometrów | –          | DNF     |